# Lockheed Martin LANTIRN

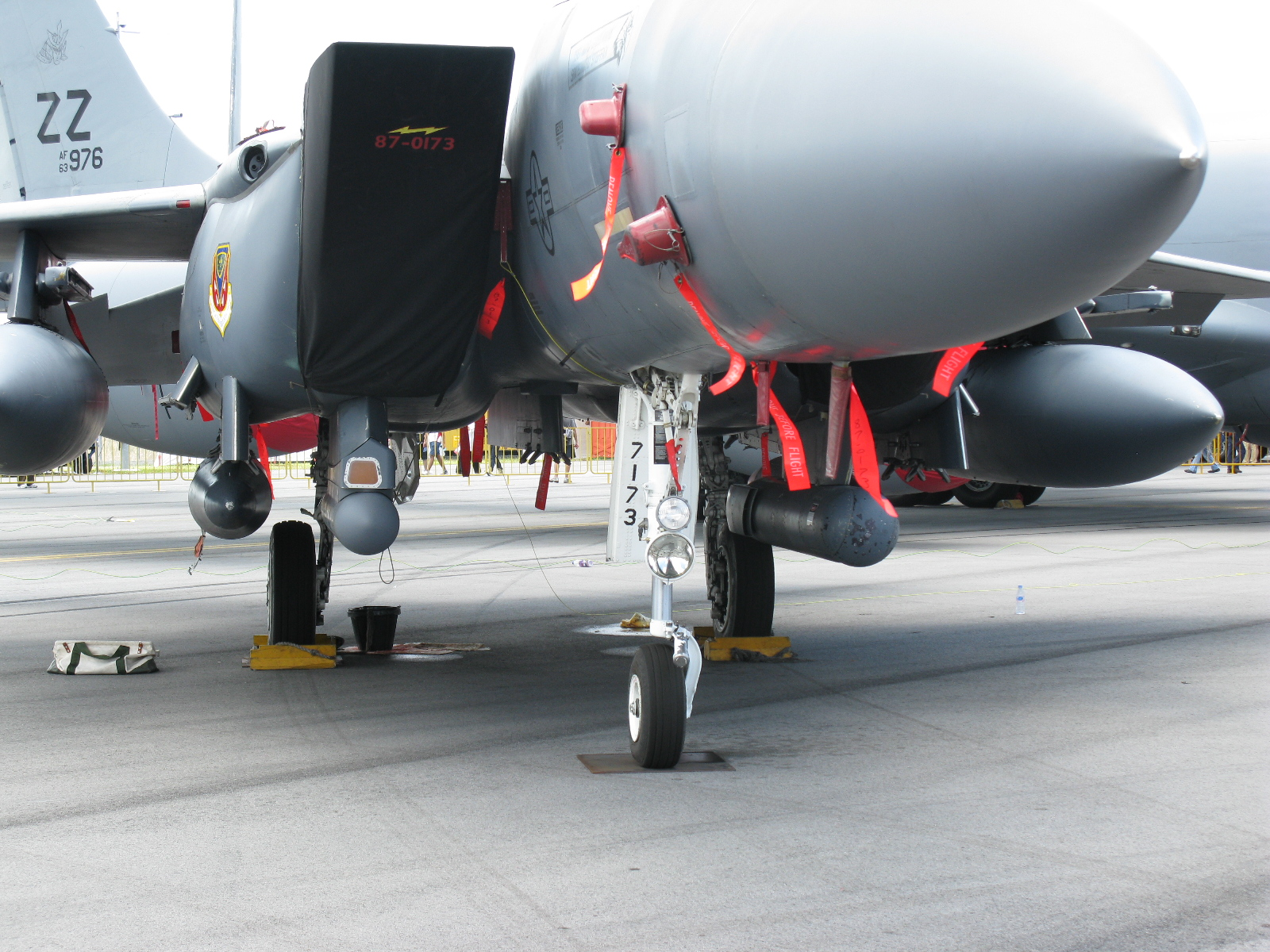
Montés sous un F-15E ;
à gauche : pod de navigation ;
à droite : pod de désignation.

LANTIRN (Low Altitude Navigation and Targeting Infrared for Night) est un système combiné de navigation et de désignation d'objectif en usage sur les avions de combat F-15E et F-16 (modèles Block 40/42 C & D) de l'US Air Force. LANTIRN améliore de façon significative l'efficacité opérationnelle de ces appareils, en leur permettant de voler à faible altitude, de nuit et par tout temps, afin d'engager des cibles terrestres au moyen de munitions guidées.
LANTIRN se compose de deux nacelles (ou pods) montées sous l'appareil :
- un pod de navigation
- un pod de désignation d'objectif

Ces pods peuvent être mis en œuvre séparément ou de façon combinée.

## Historique
Le fuseau de navigation LANTIRN a été développé par Martin Marietta (maintenant Lockheed Martin) à partir de septembre 1980,  et qualifié avec succès en décembre 1984.
Le premier fuseau de série a été livré à l'US Air Force en 1987.
Dans le plan d'attaque aérienne principal de l'opération Tempête du désert en 1991, la dénomination F-16L est utilisée pour distinguer les F-16 équipés du fuseau de navigation LANTIRN.
Fin 1994, sur proposition de Martin Marietta, un démonstrateur de la nacelle de désignation d'objectif a été développé pour le F-14 Tomcat. En effet, l'US Navy évitait à l'époque d'engager cet appareil extrêmement coûteux dans des missions air-sol pour lesquelles il était mal équipé, manquant de systèmes de contremesures électroniques et d'un système de détection et d'alerte radar.

En mars 1995, un F-14 équipé du démonstrateur a largué avec succès les premières bombes guidées par laser (LGB), le premier fuseau LANTIRN de série étant livré à l'US Navy le 14 juin 1996.
Le système LANTIRN initial a ensuite été amélioré pour donner naissance au LANTIRN Targeting System (LTS), le fuseau de navigation ayant été retiré et celui de désignation adapté aux spécificités du Tomcat.
Le LTS a été utilisé pour la première fois en combat en décembre 1998 pendant l'Opération Desert Fox.
Le système LANTIRN est maintenant remplacé par son successeur, la nacelle AN/AAQ-33 Sniper.

### Nacelle de navigation AN/AAQ-13
Le  fuseau de navigation AN/AAQ-13 permet d'engager des cibles tactiques avec précision et une grande vitesse de pénétration, de nuit et par tout temps. Il comprend un senseur infrarouge et un radar de suivi de terrain.

Le senseur infrarouge fournit une image du terrain situé en avant de l'appareil qui peut être affichée sur l'affichage tête haute (sigle HUD en anglais).

Le radar de suivi de terrain est connecté au système de contrôle de vol de l'avion, lui permettant de maintenir une altitude pré-sélectionnée et d'éviter les obstacles. Le pilote peut ainsi suivre le contour général du terrain à haute vitesse, en se servant des montagnes, des vallées et du couvert de l'obscurité pour éviter d'être détecté.

Ce pod a été le premier système de navigation par imagerie infrarouge frontale (FLIR) utilisé sur les appareils de supériorité aérienne de l'US Air Force.

### Pod de désignation AN/AAQ-14

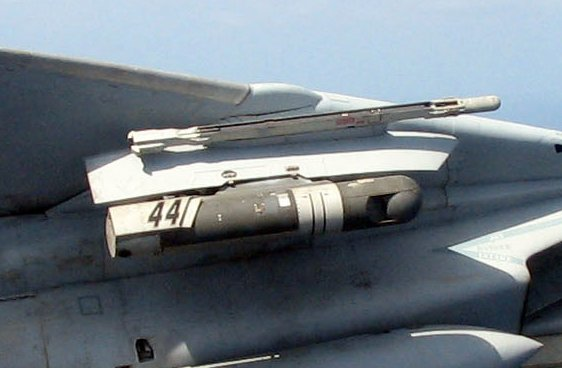
Pod de désignation AN/AAQ-14 LANTIRN monté sous un F-14D

Le pod de désignation d'objectif AN/AAQ-14 contient un système FLIR à haute résolution qui fournit au pilote une image infrarouge de la cible, un désignateur/télémètre laser pour le largage précis de munitions guidées par laser, un corrélateur d'axe de pointage missile pour accrochage automatique des missiles infrarouges AGM-65 Maverick, et un logiciel de poursuite automatique de cible.

Ces caractéristiques permettent de simplifier la détection, la reconnaissance et l'attaque des cibles, et permet aux pilotes des chasseurs monoplace de les engager en une seule passe avec des armes guidées avec précision.